# Isabelle Gerber
Pour les articles homonymes, voir Gerber.
Isabelle Gerber (née Hummel), née le 15 octobre 1968 à Strasbourg, est une pasteure française alsacienne. Elle est présidente du directoire de l'Église protestante de la Confession d'Augsbourg d'Alsace et de Lorraine et du conseil de l'Union des Églises protestantes d'Alsace et de Lorraine depuis 2024.

## Biographie
Isabelle Gerber naît à Strasbourg le 15 octobre 1968. Elle est élève au Gymnase Jean-Sturm puis fait ses études à la faculté de théologie protestante de Strasbourg et à Tübingen en Allemagne, ainsi qu'à Vienne en Autriche. Elle est ordonnée pasteure de l'Église protestante de la Confession d'Augsbourg d'Alsace et de Lorraine en 1995, et exerce son ministère à Niederrœdern/Lauterbourg. Elle est secrétaire générale des Équipes unionistes luthériennes en Alsace de 2001 à 2012, puis inspectrice ecclésiastique de Bouxwiller à partir de 2012. 
Elle devient présidente du directoire de l'Église luthérienne d’Alsace et de Lorraine le 1er septembre 2024, fonction à laquelle elle ajoute celle de présidente du conseil de l'Union des Églises protestantes d'Alsace et de Lorraine qui regroupe les Églises luthérienne et réformée d'Alsace-Lorraine, le 24 septembre 2024, succédant à Christian Albecker,.

## Ouvrages
- Contes de Noël pour aujourd'hui, Lyon et Neuwiller-lès-Saverne, Éditions Olivétan et Société luthérienne, 2020, 96 p. (ISBN 978-2-35479-541-2, OCLC 1263199215, BNF 46666863, présentation en ligne).